# Microdytes rocchii
Microdytes rocchii (лат.) — вид жуков-плавунцов рода Microdytes из подсемейства Hydroporinae (Dytiscidae). Длина менее 2 мм. Юго-Восточная Азия: Лаос (провинции Khammuan и Savannakhet). Назван в честь Saverio Rocchi (Флоренция, Италия).

## Описание
Жуки мелких размеров; длина овального тела менее 2 мм (1,80—1,85 мм). Голова красновато-коричневая, иногда с более тёмными пятнами около глаз; наличник округлый, не окаймлен; очень мелко, довольно густо и регулярно пунктирована; очень тонко микрорешётчатый в передней части. Антенны красновато-коричневые, средней длины. От близких видов отличаются следующими признаками: отметина у основания надкрылий отчетливая; пунктуры на надкрыльях двух типов; постмедианное пятно около шва округлое. Надкрылья без вдавления на латеральной стороне; переднеспинка без поперечной полосы.